# Eupithecia cocciferata
Eupithecia cocciferata är en fjärilsart som beskrevs av Pierre Millière 1864. Eupithecia cocciferata ingår i släktet Eupithecia och familjen mätare. Inga underarter finns listade i Catalogue of Life.

## Bildgalleri

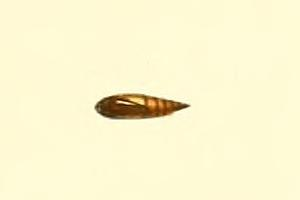
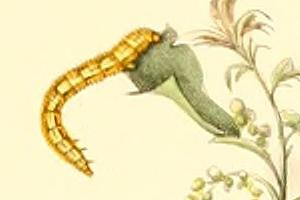
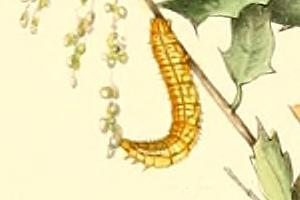
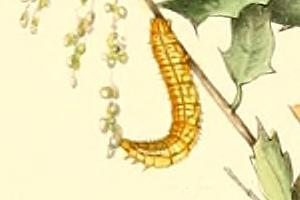